# Тэр (округ)
Округ Тэр (англ. Thayer County) — округ, расположенный в штате Небраска (США) с населением в 5228 человек по статистическим данным переписи 2010 года. Столица округа находится в городе Хиброн.

## История
Округ Тэр был образован в 1872 году и получил своё название в честь генерала — участника Гражданской войны в США и губернатора Небраски Джона Милтона Тейера.

## География
По данным Бюро переписи населения США округ Тэр имеет общую площадь в 1489 км², из которых 1486 км² занимает суша, а 3 км² — вода. Площадь водных ресурсов округа составляет 0,13 % от всей его площади.

### Соседние округа
- Филмор — север
- Джефферсон — восток
- Наколс — запад
- Вашингтон — юго-восток
- Репаблик — юг

## Демография
По данным переписи населения 2010 года в округе Тэр проживало 5228 человек, 1689 семей, насчитывалось 2541 домашнее хозяйство и 2828 жилых домов. Средняя плотность населения составляла 4 человека на один квадратный километр. Расовый состав округа по данным переписи распределился следующим образом: 98,70 % белых, 0,02 % чёрных или афроамериканцев, 0,28 % коренных американцев, 0,12 % азиатов, 0,56 % смешанных рас, 0,33 % — других народностей. Испано- и латиноамериканцы составили 1,01 % от всех жителей округа.
Из 2541 домашнего хозяйства в 27,70 % — воспитывали детей в возрасте до 18 лет, 58,80 % представляли собой совместно проживающие супружеские пары, в 5,00 % семей женщины проживали без мужей, 33,50 % не имели семей. 31,50 % от общего числа семей на момент переписи жили самостоятельно, при этом 18,20 % составили одинокие пожилые люди в возрасте 65 лет и старше. Средний размер домашнего хозяйства составил 2,31 человек, а средний размер семьи — 2,90 человек.
Население округа по возрастному диапазону по данным переписи 2000 года распределилось следующим образом: 24,10 % — жители младше 18 лет, 4,90 % — между 18 и 24 годами, 22,30 % — от 25 до 44 лет, 24,20 % — от 45 до 64 лет и 24,50 % — в возрасте 65 лет и старше. Средний возраст жителей округа составил 44 года. На каждые 100 женщин в округе приходилось 95,80 мужчин, при этом на каждых сто женщин 18 лет и старше приходилось 92,80 мужчин также старше 18 лет.
Средний доход на одно домашнее хозяйство в округе составил 30 740 долларов США, а средний доход на одну семью в округе — 38 346 долларов. При этом мужчины имели средний доход в 26 964 доллара США в год против 18 275 долларов США среднегодового дохода у женщин. Доход на душу населения в округе составил 17 043 доллара США в год. 7,60 % от всего числа семей в округе и 10,70 % от всей численности населения находилось на момент переписи населения за чертой бедности, при этом 14,80 % из них были моложе 18 лет и 11,00 % — в возрасте 65 лет и старше.

## Основные автодороги
- US 81
- US 136
- Автомагистраль 4
- Автомагистраль 5
- Автомагистраль 8
- Автомагистраль 53

## Населённые пункты
- Алегзандрия
- Байрон
- Белвидир
- Бранинг
- Галаад
- Давенпорт
- Дешлер
- Карлтон
- Хаббелл
- Хиброн
- Честер